# Cecil Sandford
Pour les articles homonymes, voir Sandford.
Cecil Charles Sandford, né le 21 février 1928 à Blockley (Gloucestershire), et mort le 28 novembre 2023,  est un pilote professionnel britannique de Grand Prix de vitesse moto. Il a participé aux Championnats du monde de vitesse moto de 1950 à 1957.
Sandford est deux fois champion du monde en catégories 125 cm3 et 250 cm3 et deux fois vainqueur du Tourist Trophy de l'île de Man,.
Après des débuts en tout-terrain sur des scramblers et en moto-cross, il se voit offrir en 1950, une place dans l'équipe de course de l'usine AJS aux côtés du champion du monde en titre en catégorie 500 cm3, Leslie Graham.

## Carrière en Grand Prix Moto
1950 - Avec AJS, il participe au championnat 1950 en catégorie 350 cm3. Ayant marqué 2 points en Ulster sur le circuit de Clady et 1 point en Italie à Monza, il termine la saison à la 12e et avant dernière place ex aequo avec l'Australien Eric McPherson. 
1951 - Il rejoint l'équipe Velocette en 1951, obtenant sa première victoire internationale à Floreffe (Belgique), en 350 cm3. Dans cette même catégorie, il participe aux Grands Prix de Suisse (2e) et de Belgique (4e) et termine 9e de la catégorie avec 9 points. En 250 cm3, il marque 2 points pour sa 5e place en Suisse et finit 8e du championnat.
1952 - Il suit Graham en partance pour l'équipe MV Agusta en 1952 et remporte le titre en 125 cm3, apportant à MV Agusta son premier titre en championnat du monde. Lors de cette saison victorieuse, il remporte 3 courses comptant pour le championnat (TT, Pays-Bas et Ulster) et deux 3e places (Allemagne et Espagne). Avec 32 points, il devient champion de la catégorie devant les Italiens Ubbiali sur Mondial (5 fois second) et Emilio Mendogni (en) sur Morini. 
Cette 125 cm3 « bialbero » (double arbre), produite de 1950 à 1960, marque le passage pour MV Agusta d'un moteur deux temps à un moteur quatre temps, s'avérant sur les circuits être l'un des meilleurs de l'époque. Outre le titre de Sandford en 1952, cette moto domine les compétitions jusqu'en 1960, remportant sept championnats du monde des marques, et six championnats du monde des pilotes, en plus de sept succès en Tourist Trophy, ainsi que plusieurs victoires dans les championnats nationaux.                  
1953 - Sur MV Agusta 125 cm3, remplaçant Leslie Graham, il termine deux fois second (Ulster et Espagne) et deux fois 3e (TT et Pays-Bas), ce qui le place vice-champion en fin de saison avec 20 points derrière l'Allemand Werner Haas et sa NSU, qui l'a devancé à chaque course. Il participe également en 500 cm3 au Grand Prix des Nations à Monza.                  
Cette année là, la Commission Sportive Internationale de la FIM réunie à Paris le 10 décembre, rejette les demandes des constructeurs qui souhaitaient supprimer le championnat du Monde des pilotes. Elle décide au contraire d'abandonner finalement le championnat du Monde des constructeurs et de réorganiser le championnat du Monde des pilotes.

Quelques-unes des 125 cm3 en compétition en 1953.
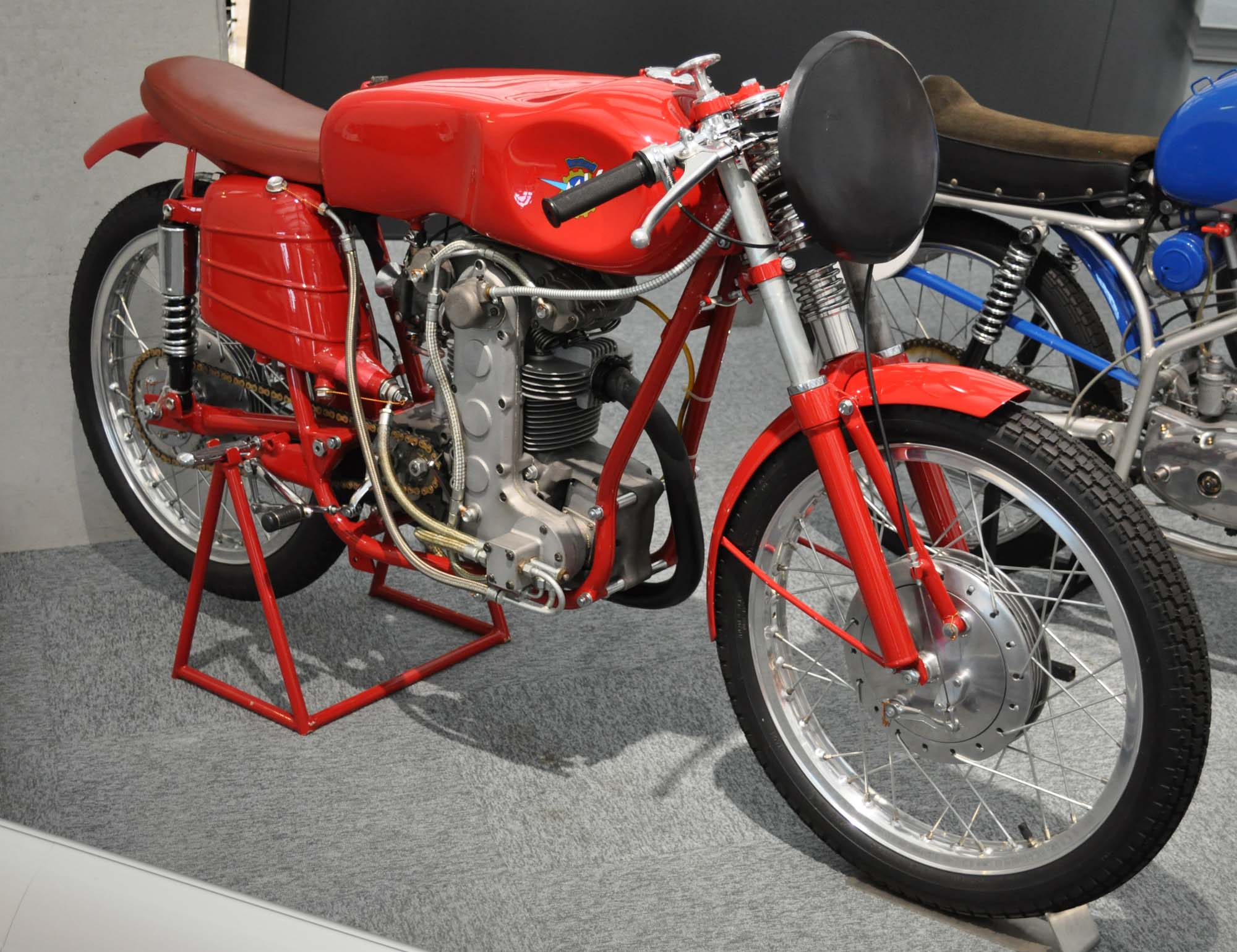
La 125 MV Agusta « bialbero » de Cecil Sandford vice-champion en 1953
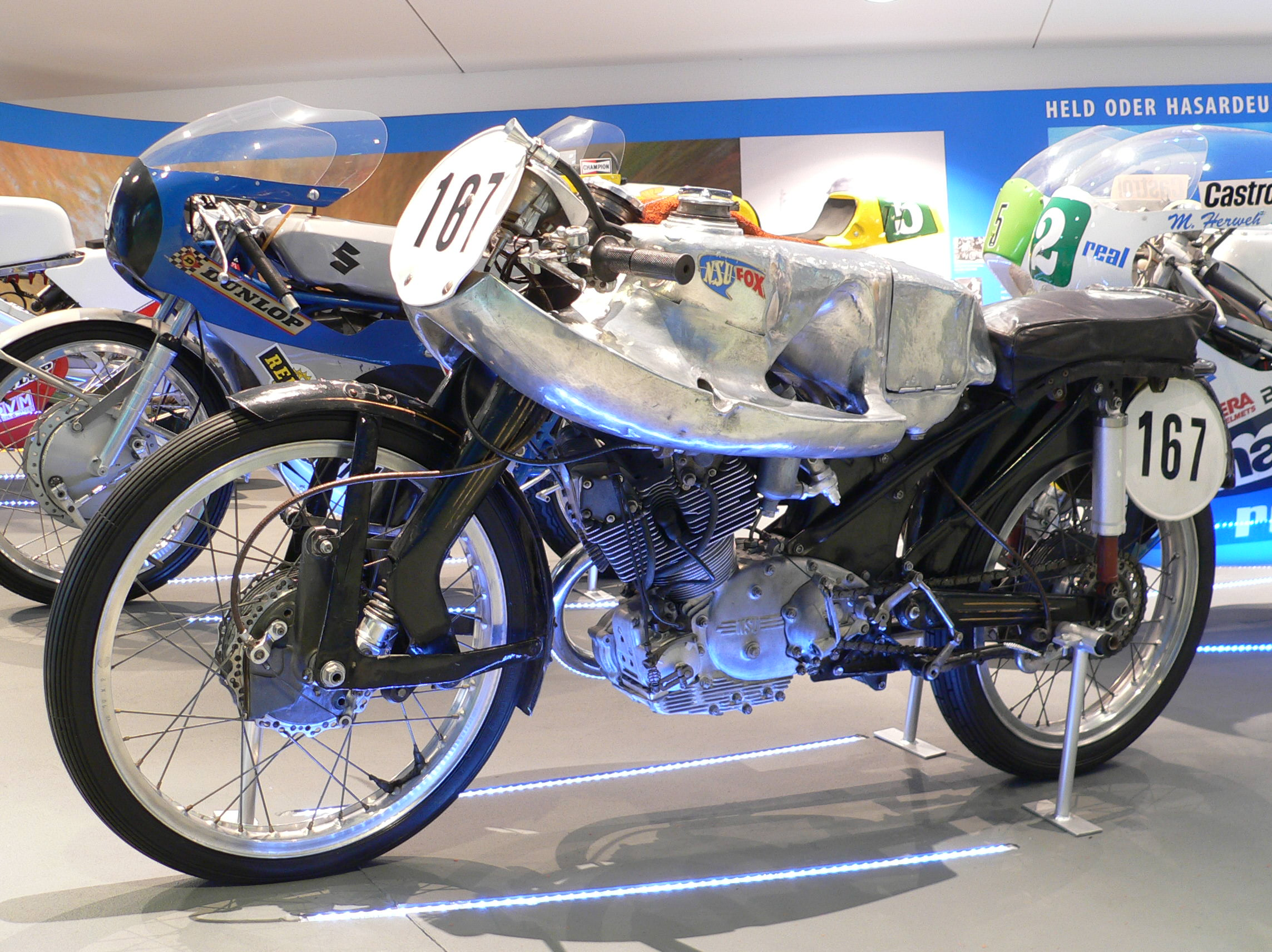
La 125 NSU Rennfox R11 de Werner Hass titré en 1953
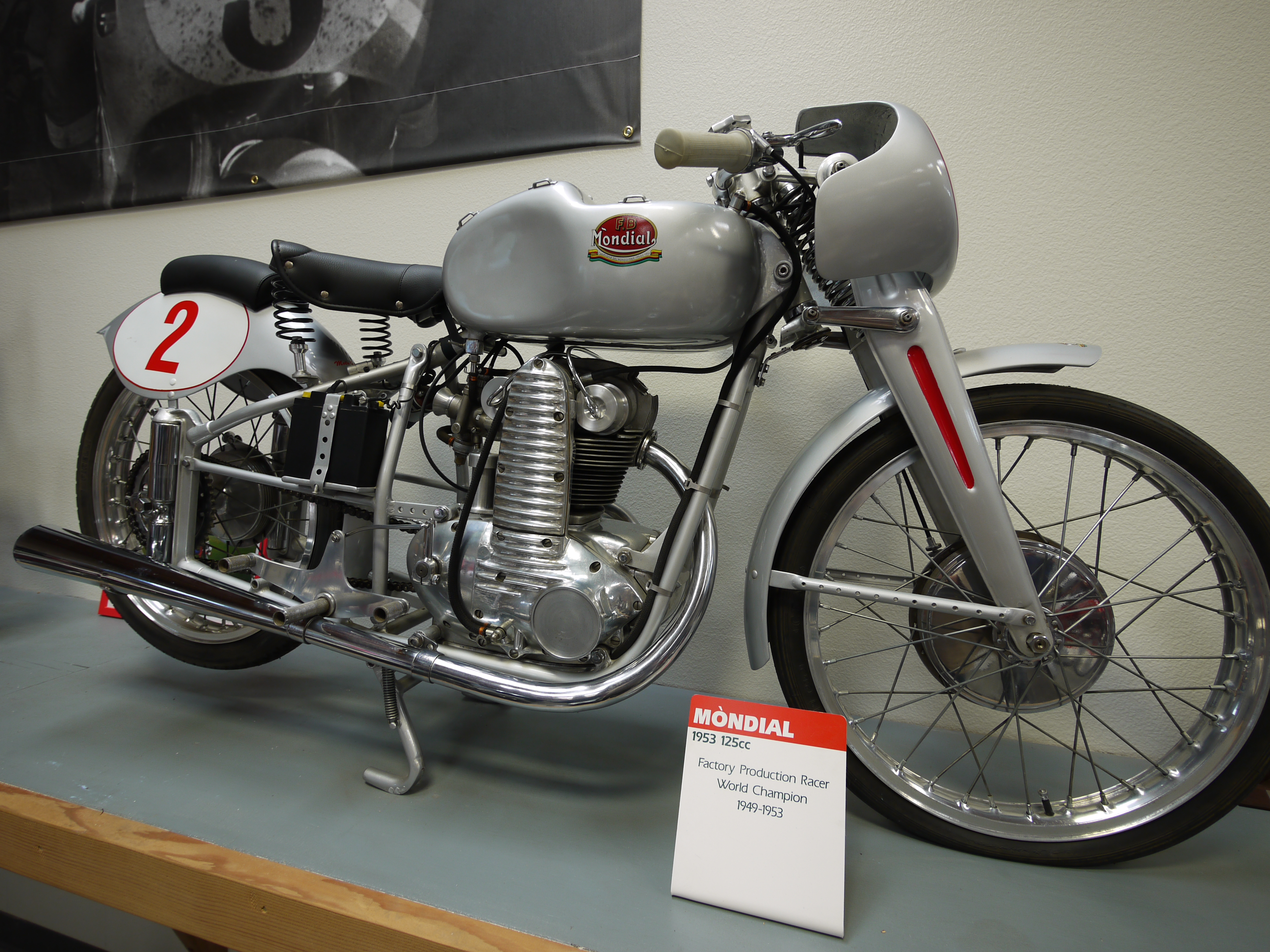
La 125 Mondial de compétition des années 1949-1953
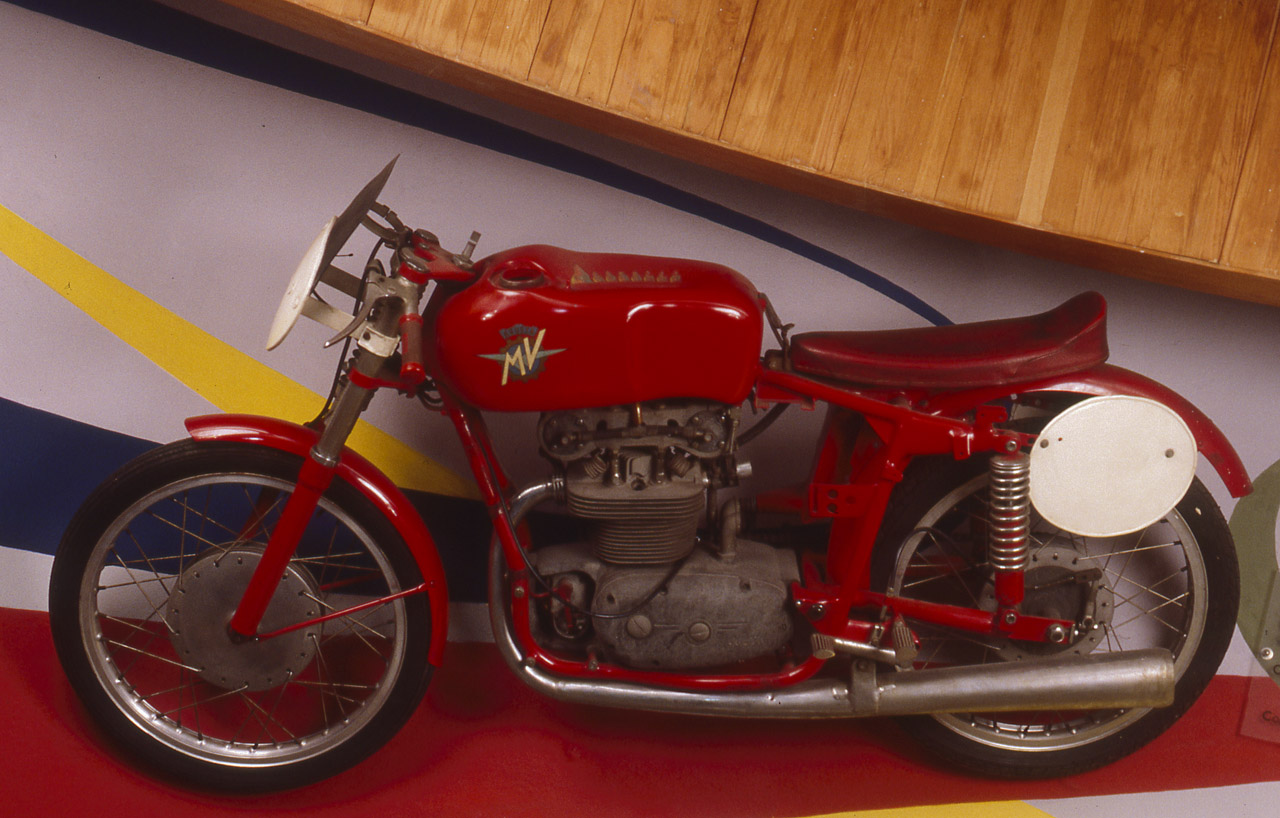
La 125 MV Agusta « bialbero » de Cecil Sandford championne en 1952

1954 - Sur MV Augusta, il ne courre qu'au TT, en Ulster et en Allemagne avec comme résultats un podium (3e) et deux 5e places.
1955 - Fergus Anderson qui a pris sa retraite de coureur pour prendre la direction de l'écurie Moto-Guzzi, fait bénéficier Sandford d'un appui de l'usine en 250 cm3, bien que celle-ci ne s'y engage pas officiellement. L'année 1955, voit donc Sandford participer en 250 cm3 et en 350 cm3 sur des Moto Guzzi. 
Il termine vice-champion en « quart de litre » avec 2 podiums au TT (2e) et en Allemagne (3e) et deux 5e places (Pays-Bas et Ulster), ainsi qu'une cinquième place en catégorie 350 cm3 avec une 3e place au TT et trois 3e places (Allemagne, Belgique et Ulster).
1956 - Cecil Sandford, remercié par Moto Guzzi, revient à sa catégorie préférée sur une 125 cm3 FB Mondial, mais ne termine que 13e du championnat (3 points au Pays-Bas et 1 point en Allemagne). Il participe aussi en catégorie 350 cm3 sur une DKW RM 350 (de) - une peu commune 3 cylindres 2 temps - avec de meilleurs résultats : Podium en Belgique (3e), trois 4e places (TT, Pays-bas, Allemagne) et une 4e en Italie. C'est donc une 5e position au championnat avec 15 points
1957 - Pour la première fois en 1957, depuis la déjà longue histoire des GP moto, aucune équipe officielle ne s'est engagée. Norton et AJS ont annoncé leur retrait, comme DKW et BMW. La plupart des anciens pilotes courront encore avec leurs machines de 1956. Au cours de cette saison 1957, Sandford est l'exception puisqu'il représente l'équipe Mondial en 125 cm3 et 250 cm3, dont le retour devrait pimenter la compétition.  
En 250 cm3, après une belle 3e place sur le podium en Allemagne, Sandford remporte son second Tourist Trophy après celui de 1952 en 125 cm3. Il enchaîne avec une 2e place au Pays-Bas, une 3e en Belgique, une autre victoire en Ulster et enfin une 4e place en Italie pour sa dernière course au « Continental Circus ». Avec ce palmarès et ses 33 points, il remporte un deuxième championnat du monde, cette fois dans la catégorie 250 cm3 et pour l'équipe Mondial. Cette même année, il s'aligne aussi pour Mondial en catégorie 125 cm3 au TT, aux Pays-Bas et en Belgique, où il monte sur son dernier podium de la catégorie et termine 6e de ce championnat.
Au cours de sa longue carrière, il a œuvré pour AJS, Velocette, MV Agusta, Moto Guzzi, DKW et Mondial. Remporté 5 des 42 Grands Prix dans lesquels il a concouru, est monté 21 fois sur un podium. Il a été 2 fois champion du monde en 1952 en 125 cm3 et en 250 cm3 en 1957. Lors de ses 8 saisons, il a totalisé 149 points, remporté 3 fois le meilleur tour en course entre son 1er GP en 1950 en Ulster et son dernier en Italie en 1957. 
2019 - À 90 ans, il vient à Silverstone au Grand Prix d'Angleterre en tant que supporter de l'équipe MV Agusta Idea Lavoro Forward Racing, qui fait courir Stefano Manzi et Dominique Aegerter en catégorie Moto 2, afin de commémorer le 1er des 38 titres mondiaux remporté par MV Agusta. 
2023 - Après la mort de Carlo Ubbiali en 2020, Cecil Sandford, à 97 ans, était le dernier champion du monde de moto encore en vie depuis la création des championnats du monde de vitesse moto par la FIM en 1949. 
Cecil Sandford est décédé en 28 novembre, à l'âge de 95 ans.   

## Résultats en Grand Prix Moto
Système de points 1949. Seuls les points de 3 courses sur 5 (ou 6) étaient retenus.
| Position | 1er | 2e | 3e | 4e | 5e | Meilleur tour |
| Points   | 10  | 8  | 7  | 6  | 5  | 1             |

Système de points de 1950 à 1968 :
| Position | 1 | 2 | 3 | 4 | 5 | 6 |
| Points   | 8 | 6 | 4 | 3 | 2 | 1 |

| Couleur  | Résultat                       |
| -------- | ------------------------------ |
| Or       | Vainqueur                      |
| Argent   | 2e place                       |
| Bronze   | 3e place                       |
| Vert     | Classé dans les points         |
| Bleu     | Classé hors des points         |
| Bleu     | Non classé (Nc.)               |
| Violet   | Abandon (Abd.)                 |
| Rouge    | Non qualifié (Nq.)             |
| Rouge    | Non pré-qualifié (Npq.)        |
| Noir     | Disqualifié (Dsq.)             |
| Blanc    | Non partant (Np.)              |
| Blanc    | Forfait (Forf.)                |
| Blanc    | Course annulée (A)             |
| Neutre   | Non présent                    |
| Neutre   | Exclu (Ex.)                    |
| Gras     | Pole position                  |
| Italique | Meilleur tour en course        |
| †        | Classé sans terminer la course |
| 1 2 3 …  | Classement dans la catégorie   |

| Année | Catégorie | Équipe     | 1     | 2     | 3     | 4     | 5     | 6     | 7     | 8     | 9     | Points | Rang | Victoire |
| ----- | --------- | ---------- | ----- | ----- | ----- | ----- | ----- | ----- | ----- | ----- | ----- | ------ | ---- | -------- |
| 1950  | 350 cm3   | AJS        | TT -  | BEL - | NED - | SUI - | ULS 5 | NAT 6 |       |       |       | 3      | 13e  | 0        |
| 1951  | 250 cm3   | Velocette  | ESP - | SUI 5 | TT -  | BEL - | NED - | FRA - | ULS - | NAT - |       | 2      | 12e  | 0        |
| 1951  | 350 cm3   | Velocette  | ESP - | SUI 2 | TT -  | BEL 4 | NED - | FRA - | ULS - | NAT - |       | 9      | 9e   | 0        |
| 1952  | 125 cm3   | MV Agusta  | TT 1  | NED 1 | GER 3 | ULS 1 | NAT - | ESP 3 |       |       |       | 28     | 1er  | 3        |
| 1953  | 125 cm3   | MV Agusta  | TT 3  | NED 3 |       | GER - |       | ULS 2 |       | NAT - | ESP 2 | 20     | 2e   | 0        |
| 1953  | 500 cm3   | MV Agusta  | TT -  | NED - | BEL - | GER - | FRA - | ULS - | SUI - | NAT 5 | ESP - | 2      | 15e  | 0        |
| 1954  | 125 cm3   | MV Agusta  | TT 3  | ULS 5 | NED - | GER 5 | NAT - | ESP - |       |       |       | 8      | 8e   | 0        |
| 1955  | 250 cm3   | Moto Guzzi |       | TT 2  | GER 3 |       | NED 5 | ULS 5 | NAT - |       |       | 12     | 3e   | 0        |
| 1955  | 350 cm3   | Moto Guzzi | FRA - | TT 3  | GER 4 | BEL 4 | NED - | ULS 4 | NAT - |       |       | 13     | 5e   | 0        |
| 1956  | 125 cm3   | Mondial    | TT -  | NED 4 | BEL - | GER 6 | ULS - | NAT - |       |       |       | 4      | 13e  | 0        |
| 1956  | 350 cm3   | DKW        | TT 4  | NED 4 | BEL 3 | GER 4 | ULS - | NAT 5 |       |       |       | 13     | 5e   | 0        |
| 1957  | 125 cm3   | Mondial    | GER - | TT 5  | NED 4 | BEL 3 | ULS - | NAT - |       |       |       | 9      | 6e   | 0        |
| 1957  | 250 cm3   | Mondial    | GER 3 | TT 1  | NED 2 | BEL 3 | ULS 1 | NAT 4 |       |       |       | 26     | 1er  | 2        |